# Hyperaspis quadrioculata
Hyperaspis quadrioculata är en skalbaggsart som först beskrevs av Victor Ivanovitsch Motschulsky 1845.  Hyperaspis quadrioculata ingår i släktet Hyperaspis och familjen nyckelpigor. Inga underarter finns listade i Catalogue of Life.